# ピアンディメレート
ピアンディメレート（伊: Piandimeleto）は、イタリア共和国マルケ州ペーザロ・エ・ウルビーノ県にある、人口約2,000人の基礎自治体（コムーネ）。

## 地理

### 位置・広がり
ペーザロ・エ・ウルビーノ県のコムーネ。ウルビーノから西へ18km、ペーザロから南西へ45kmの距離にある。

#### 隣接コムーネ
隣接するコムーネは以下の通り。括弧内のARはアレッツォ県所属を示す。
- ベルフォルテ・アッリザウロ
- カルペーニャ
- フロンティーノ
- ルナーノ
- マチェラータ・フェルトリア
- ピエトラルッビア
- サンタンジェロ・イン・ヴァード
- サッソコルヴァーロ・アウディトーレ (サッソコルヴァーロ)
- セスティーノ (AR)
- ウルビーノ

### 気候分類・地震分類
ピアンディメレートにおけるイタリアの気候分類 (it) および度日は、zona E, 2330 GGである。
また、イタリアの地震リスク階級 (it) では、zona 2 (sismicità media) に分類される。

## 行政

### 分離集落
ピアンディメレートには、以下の分離集落（フラツィオーネ）がある。
- Cavoleto, Monastero, San Sisto, Viano, Pirlo